# Feresjön (Dädesjö socken, Småland)
Feresjön är en sjö i Växjö kommun i Småland och ingår i Mörrumsåns huvudavrinningsområde. Sjön har en area på 0,268 kvadratkilometer och ligger 189 meter över havet. Sjön avvattnas av vattendraget Rottneån. Vid provfiske har abborre, gädda och mört fångats i sjön.

## Delavrinningsområde
Feresjön ingår i det delavrinningsområde (631786-145302) som SMHI kallar för Utloppet av Are Sjö. Medelhöjden är 205 meter över havet och ytan är 22,9 kvadratkilometer. Det finns inga avrinningsområden uppströms utan avrinningsområdet är högsta punkten. Rottneån som avvattnar avrinningsområdet har biflödesordning 2, vilket innebär att vattnet flödar genom totalt 2 vattendrag innan det når havet efter 139 kilometer. Avrinningsområdet består mestadels av skog (73 procent). Avrinningsområdet har 1,92 kvadratkilometer vattenytor vilket ger det en sjöprocent på 8,4 procent.